# ひまわり (山田晃士の曲)
「ひまわり」は、山田晃士の1枚目のシングルである。1994年2月16日発売。発売元はビクターエンタテインメント。

## 概要
オーディションを経てのソロとしてのデビュー・シングル。表題曲の「ひまわり」は日本テレビ系ドラマ『横浜心中』の主題歌に起用された。
ヒットを受け、スケジュールが秒刻みで追われ生活が一変し、最終的に芸能界を抜け出しパリへ逃げ出したと後に語っている。

## 収録曲
1. ひまわり
アルバム『舞踏会』にはアルバム・バージョンが収録された。
2. キスをしよう
3. ひまわり(インストゥルメンタル・ヴァージョン)